# Балийское землетрясение (1815)
Балийское землетрясение 1815 года произошло 22 ноября между 22:00 и 23:00 по местному времени (WITA) и затронуло территорию королевства Бали. Оценочная магнитуда подземных толчков составила 7,0, эпицентр находился у северного побережья Бали на малой глубине. Землетрясение достигло максимальной интенсивности IX баллов («Разрушительное») по шкале интенсивности Меркалли, вызвав значительные разрушения в округах Булеленг и Табанан. Стихийное бедствие сопровождалось оползнем и цунами, в результате которых погибло 11 453 человека.

## Геология
У северного побережья Бали проходит тектонический разлом Флорес (тыловая тектоническая зона сжатия), расположенный в тыловой дуге. Он образовался в результате столкновения Зондской и Австралийской литосферных плит, где происходит сжатие земной коры. Плиты сходятся на север со скоростью 80 мм/год, из которых 70 мм/год приходится на движение вдоль Зондского жёлоба. Оставшиеся 10 мм/год компенсируются за счёт активности тыловой зоны сжатия Флорес. Разлом протянулся с запада на восток на расстояние около 800 км — от северного побережья Бали до острова Ветар. Учёные предполагают, что зона разделена на два сегмента: 450-километровый разлом Флорес и 450-километровый разлом Ветар. Происхождение разлома связывают с несколькими гипотезами: магматическая интрузия, гравитационное скольжение, обратная субдукция или активное растяжение в тыловой дуге. Это сложная зона тектонических надвигов, соединённых на глубине.

## Характеристики землетрясения
Предполагается, что землетрясение и последующее цунами были вызваны разрывом по разлому сжатия в зоне тыловой дуги Флорес. Этот разлом стал источником около 26 землетрясений магнитудой 6,0 и выше с 1960 года, происходивших на глубине до 40 км. Он также был причиной разрушительных землетрясений в 1992 году на Флоресе и в 2018 году на Ломбоке, повлекших многочисленные жертвы. Событие 1815 года является самым ранним задокументированным землетрясением вдоль этого разлома. Моделирование землетрясения магнитудой 7,3 на глубине 10 км показало, что оно могло вызвать интенсивность VIII—IX баллов по модифицированной шкале Меркалли в северо-центральной и восточной частях Бали. Интенсивность V баллов в Сурабае соответствует историческим описаниям последствий события. На Ломбоке землетрясение ощущалось на VII балла.

## Разрушения
Землетрясение произошло в 22:00 по местному времени. В округе Булеленг толчки описывались как разрушительные, за которыми последовали продолжавшиеся около часа афтершоки. Подземные толчки ощущались в Биме, Сурабае и на Ломбоке. Вдоль прибрежных гор наблюдался масштабный «взрыв», вызвавший оползень. Оползень полностью погреб Сингараджу и Булеленг, унеся жизни как минимум 10 253 человек. На озере Тамблинган образовалась трещина, простиравшаяся от Булеленга до Табанана. Это вызвало волнение на озере и последующее наводнение.
Сообщения об «взрывах» объясняются обрушением склонов гор во время землетрясения. Перед землетрясением обильные дожди ослабили устойчивость горных склонов, что способствовало оползню. Оползень переносил камни размером от 15 до 30 м, двигался вниз по реке Банюмала, увеличивая свой объём за счёт обломков русла. По данным голландского чиновника Бломена Вандерса, высота потока составляла от 3 до 3,6 м, тогда как по свидетельству Густи Панджи Сакти она достигала от 6 до 12 м. Вандерс утверждал, что потоком было уничтожено 17 деревень.
Разрушительное цунами также обрушилось на побережье Бали, погубив ещё 1200 человек. Цунами было вызвано впадением оползневых масс в море. Несколько деревень были уничтожены, однако на соседних островах — Ломбоке и Яве — цунами не наблюдалось. По оценке Сакти, высота наката цунами составила от 2 до 3 м. Прибрежные постройки порта Булеленг в районе Пабеан были смыты.